# Koeberlinia spinosa
Koeberlinia spinosa är en tvåhjärtbladig växtart som beskrevs av Joseph Gerhard Zuccarini. Koeberlinia spinosa ingår i släktet Koeberlinia och familjen Koeberliniaceae.

## Underarter
Arten delas in i följande underarter:
- K. s. spinosa
- K. s. tenuispina
- K. s. wivaggii

## Bildgalleri

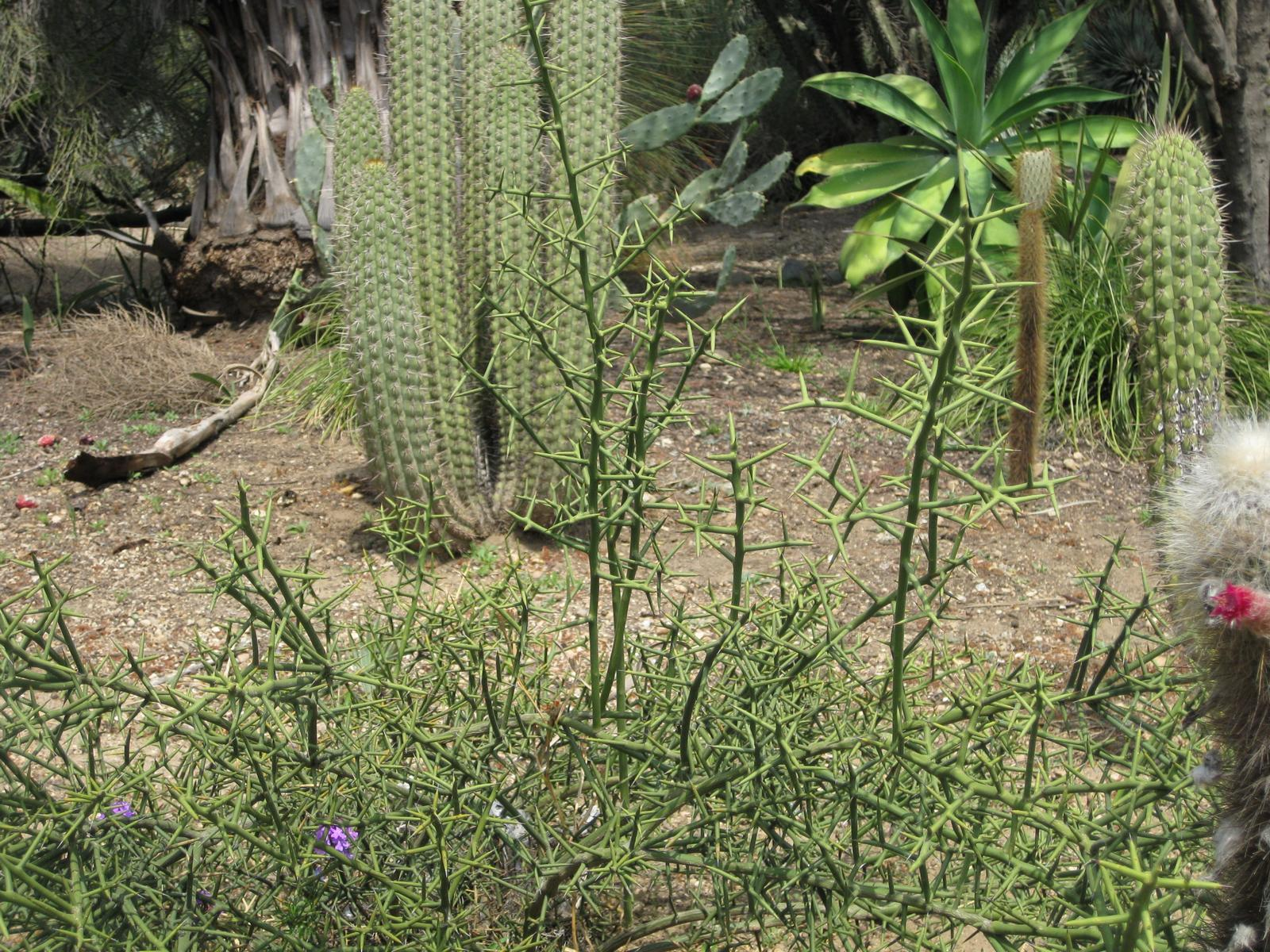
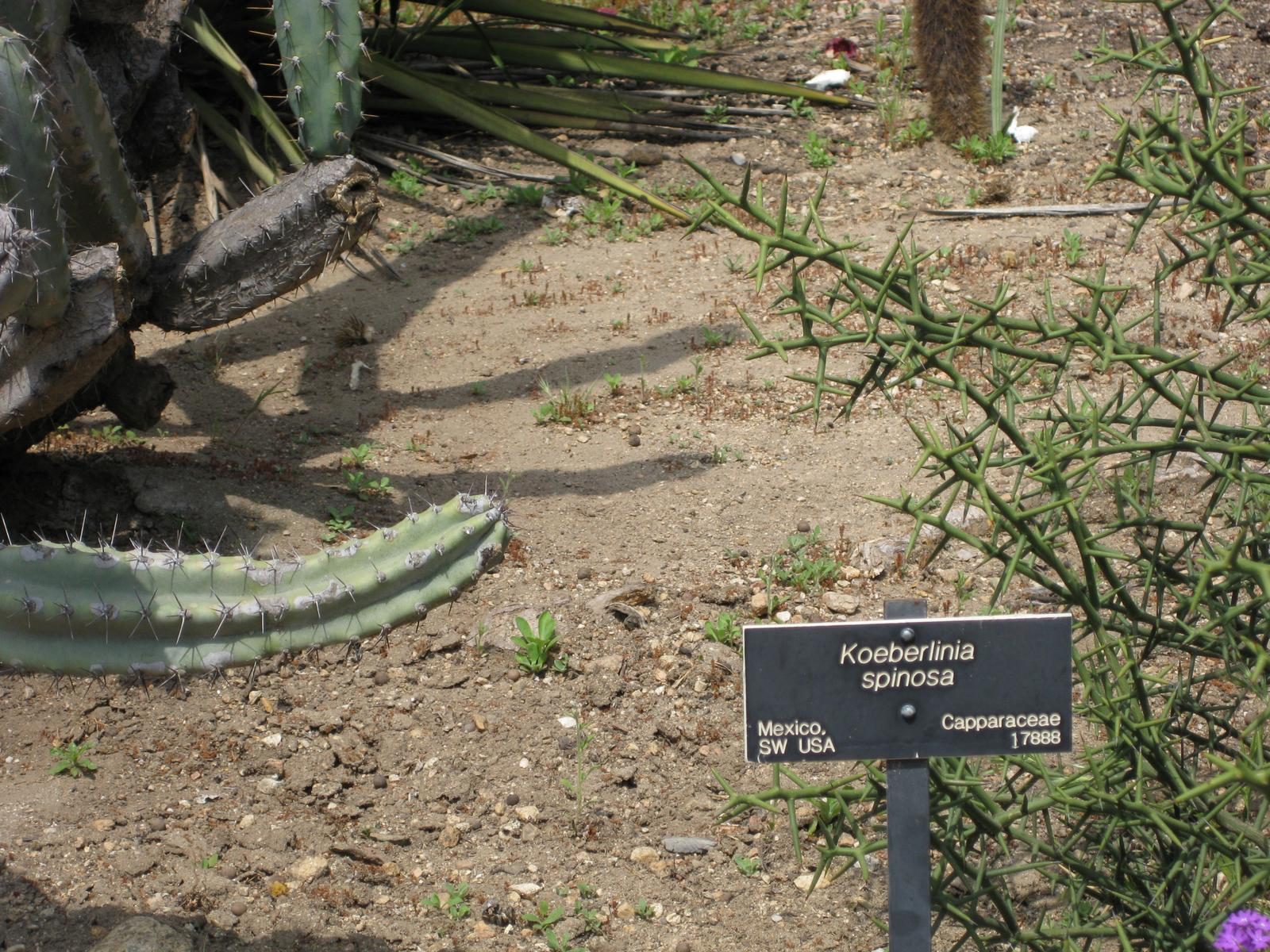
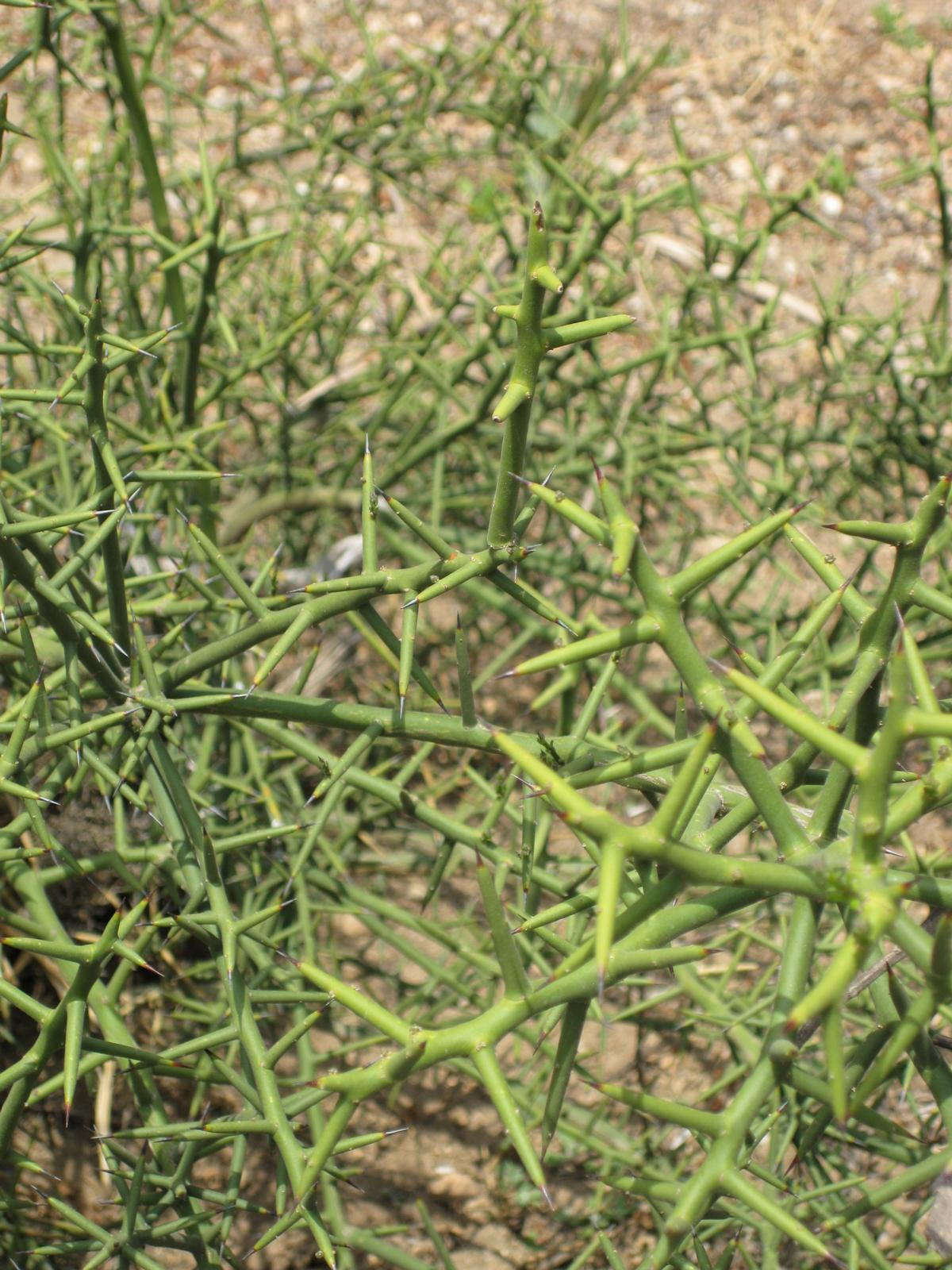
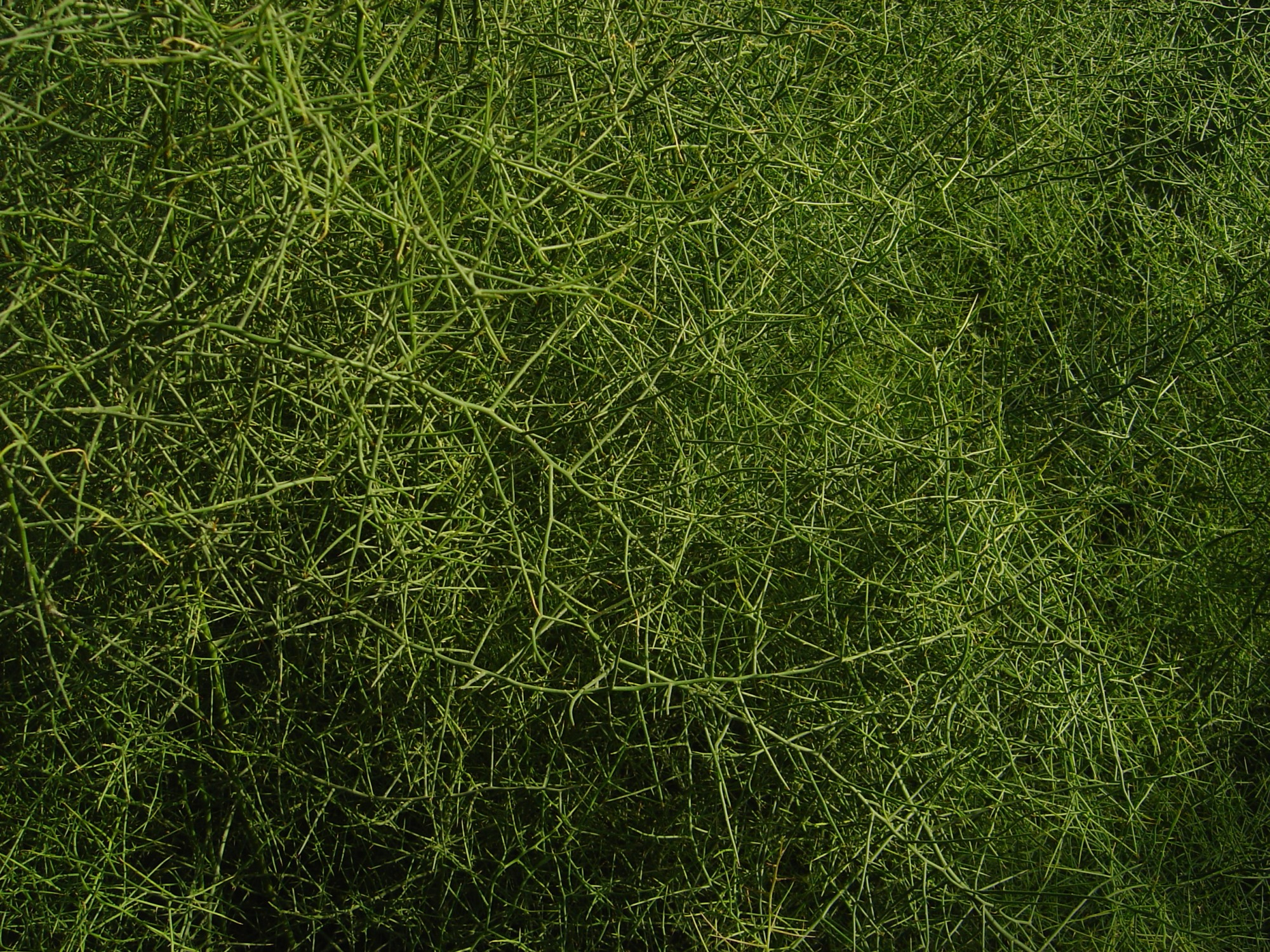